# Bahnstrecke Gößnitz–Gera
| Strecke                                                       |        | von Glauchau-Schönbörnchen                   | von Glauchau-Schönbörnchen                   |
| Abzweig geradeaus und von links                               |        | von Hof Hbf                                  | von Hof Hbf                                  |
| Bahnhof                                                       | −0,372 | Gößnitz                                      | 208 m                                        |
| Abzweig geradeaus und nach rechts                             |        | nach Leipzig Bayer Bf                        | nach Leipzig Bayer Bf                        |
| Abzweig geradeaus und von rechts                              |        | Verbindungskurve von Lehndorf (Kr Altenburg) | Verbindungskurve von Lehndorf (Kr Altenburg) |
| Blockstelle                                                   | 4,283  | Abzw Saara                                   | Abzw Saara                                   |
| ehemaliger Haltepunkt / Haltestelle                           | 6,520  | Großstöbnitz                                 | 200 m                                        |
| Bahnhof                                                       | 10,382 | Schmölln (Thür)                              | 209 m                                        |
| Brücke                                                        | 15,600 | EÜ Lößigstraße (10 m)                        | EÜ Lößigstraße (10 m)                        |
| Brücke                                                        | 16,599 | EÜ Lohmaer Straße (35 m)                     | EÜ Lohmaer Straße (35 m)                     |
| Bahnhof                                                       | 16,330 | Nöbdenitz                                    | 238 m                                        |
| Strecke mit Straßenbrücke                                     |        | Bundesautobahn 4                             | Bundesautobahn 4                             |
| Abzweig geradeaus und von rechts                              |        | von Meuselwitz (Wismut-Werkbahn)             | von Meuselwitz (Wismut-Werkbahn)             |
| Blockstelle                                                   | 22,527 | Abzw Raitzhain (ehem. Keilbahnhof)           | 300 m                                        |
| Abzweig geradeaus und nach links                              |        | nach Seelingstädt (Wismut-Werkbahn)          | nach Seelingstädt (Wismut-Werkbahn)          |
| Brücke                                                        | 23,939 | EÜ Brunnenstraße (30 m)                      | EÜ Brunnenstraße (30 m)                      |
| Bahnhof                                                       | 24,227 | Ronneburg (Thür)                             | 282 m                                        |
| Strecke von links · Abzweig ehemals geradeaus und nach rechts |        | (Neutrassierung 1968)                        | (Neutrassierung 1968)                        |
| Brücke · Strecke (außer Betrieb)                              | 24,845 | Brücke Gessental (79 m)                      | Brücke Gessental (79 m)                      |
| Tunnel · Strecke (außer Betrieb)                              | 25,646 | Ronneburger Tunnel (196 m)                   | Ronneburger Tunnel (196 m)                   |
| Strecke nach links · Abzweig ehemals geradeaus und von rechts |        |                                              |                                              |
| ehemalige Blockstelle                                         | 28,540 | Bk Gera-Kaimberg 290 m                       | Bk Gera-Kaimberg 290 m                       |
| ehemaliger Haltepunkt / Haltestelle                           | 29,114 | Gera-Gessental früher Gera-Kaimberg          | 290 m                                        |
| Abzweig geradeaus und ehemals nach links                      |        | Verbindungskurve nach Gera Süd Gbf           | Verbindungskurve nach Gera Süd Gbf           |
| Abzweig geradeaus und ehemals von links                       |        | von Weischlitz                               | von Weischlitz                               |
| Abzweig geradeaus und von links                               |        | von Probstzella                              | von Probstzella                              |
| Blockstelle                                                   | 32,674 | Abzw Gera-Debschwitz                         | Abzw Gera-Debschwitz                         |
| Strecke                                                       |        | nach Gera Hbf–Leipzig-Leutzsch               | nach Gera Hbf–Leipzig-Leutzsch               |

| Strecke                          |        | von Leipzig Bayer Bf                  | von Leipzig Bayer Bf                  |
| Bahnhof                          | −0,021 | Lehndorf (Kr Altenburg)               | 194 m                                 |
| Strecke mit Straßenbrücke        | −0,002 | SÜ Zwickauer Straße (Bundesstraße 93) | SÜ Zwickauer Straße (Bundesstraße 93) |
| Abzweig geradeaus und nach links |        | nach Hof Hbf                          | nach Hof Hbf                          |
| Brücke über Wasserlauf           | 0,209  | Durchlass                             | Durchlass                             |
| Brücke über Wasserlauf           | 0,684  | EÜ Pleiße (67 m)                      | EÜ Pleiße (67 m)                      |
| Bahnübergang                     | 0,849  | Bahnübergang                          | Bahnübergang                          |
| Abzweig geradeaus und von links  |        | von Gößnitz                           | von Gößnitz                           |
| Blockstelle                      | 1,085  | Abzw Saara                            | 197 m                                 |
| Strecke                          |        | nach Abzw Gera-Debschwitz             | nach Abzw Gera-Debschwitz             |
|                                  |        |                                       |                                       |
| Quellen:                         |        |                                       |                                       |

Die Bahnstrecke Gößnitz–Gera ist eine eingleisige Hauptbahn in Thüringen, welche ursprünglich durch die Gößnitz-Geraer Eisenbahn-Gesellschaft erbaut und betrieben wurde. Die Strecke ist ein wichtiges Teilstück der überregionalen Fernverbindung zwischen dem westsächsischen Industriegebiet und Westdeutschland (Mitte-Deutschland-Verbindung). Sie verläuft von Gößnitz an der Bahnstrecke Leipzig–Hof über Ronneburg nach Gera.

## Geschichte

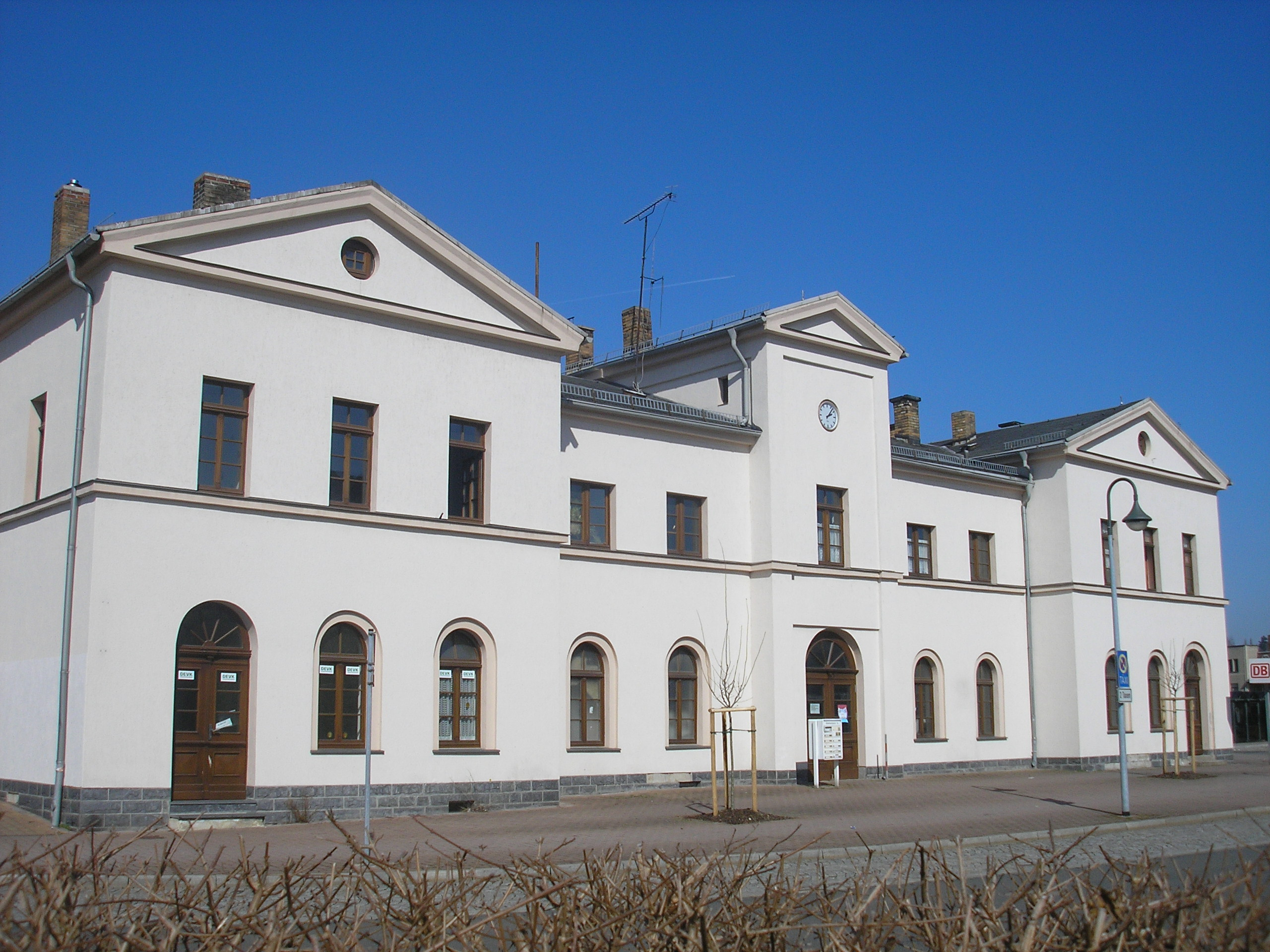
Bahnhof Schmölln

Die Bahnstrecke wurde am 28. Dezember 1865 durch die Gößnitz-Geraer Eisenbahn-Gesellschaft eröffnet, um das aufstrebende Industriezentrum Gera (damals etwa 16.000 Einwohner) mit dem Westsächsischen Industriegebiet zu verbinden. Auch in den Städten Schmölln und Ronneburg setzte nach Eröffnung der Bahnstrecke ein rasanter Aufschwung ein. Am 1. Januar 1878 ging der Betrieb der Strecke an die Kgl. Sächsischen Staatseisenbahnen über.
Durch die Entstehung des Tagebaues Lichtenberg im Zuge der Uranerzförderung im Raum Ronneburg musste die Strecke 1968 aus dem Gessental heraus nach Norden verlegt werden. Da in dem etwa 30 Meter tiefen Einschnitt ein Brückenfundament abzurutschen drohte, entstand durch Aufschüttung ein 196 m langer Tunnel, der vom Profil her nur einen eingleisigen Betrieb zulässt. Durch die Umverlegung wurde die Strecke um rund 480 m verlängert. Auch die Kilometrierung wurde westlich von Ronneburg geändert:
- Haltepunkt Gera-Kaimberg (heute Gera-Gessental) von 28,57 km auf 29,05 km
- Bahnhof Gera Süd von 33,00 km auf 33,48 km

Zwischen Gera Süd und Gera Hbf wurde die Umkilometrierung unterlassen, da der zweigleisige Bahnkörper, der parallel zu der ebenfalls zweigleisigen preußischen Strecke verlief, nach 1945 demontiert wurde. Es gab konkrete Pläne, die Strecke zwischen Ronneburg und Gera komplett zu verlegen. Dabei sollte der neue Ronneburger Bahnhof an der Autobahn Dresden–Eisenach neu errichtet und die Strecke entlang der Autobahn nach Gera geführt werden.
Der Damm, der seit der Verlegung der Strecke das Gessental versperrte, wurde im Vorfeld der Bundesgartenschau 2007 abgetragen und durch eine Stahlbogenbrücke ersetzt.

## Ausbau bis 2030
Im Bundesverkehrswegeplan 2030 waren eine Elektrifizierung der Verbindung zwischen Weimar und Gößnitz über Gera und ein zweigleisiger Ausbau der Strecke zunächst als „potentieller Bedarf“ enthalten. Nach einer Überarbeitung des Projekts stieg es später in den „vordringlichen Bedarf“ auf, dabei ist jedoch kein zweigleisiger Ausbau durch den Bund mehr vorgesehen. Das Planfeststellungsverfahren für den ersten Teilabschnitt in Jena wurde im August 2023 gestartet. Das Gesamtprojekt soll bis Ende 2030 fertiggestellt sein.

## Streckenbeschreibung

### Streckenverlauf
Ab dem Bahnhof Gößnitz führt die Strecke zunächst parallel zur Bahnstrecke Leipzig–Hof, um bei Saara auf die Verbindungsstrecke aus Richtung Altenburg zu treffen. Ab hier folgt sie bis Posterstein in südwestlicher Richtung dem Lauf der Sprotte und unterquert dabei die Bundesautobahn 4. An der Abzweigstelle Raitzhain führt von Norden her die Wismut-Werkbahn heran, die die Strecke kreuzt und wieder nach Süden in Richtung Seelingstädt wegführt. Hinter Ronneburg wird die Neue Landschaft passiert und der bei der Streckenverlegung entstandene Tunnel durchquert, bevor der Eintritt in das Gessental und die Einführung in den Bahnhof Gera Süd erfolgt.

### Betriebsstellen
Gößnitz ⊙

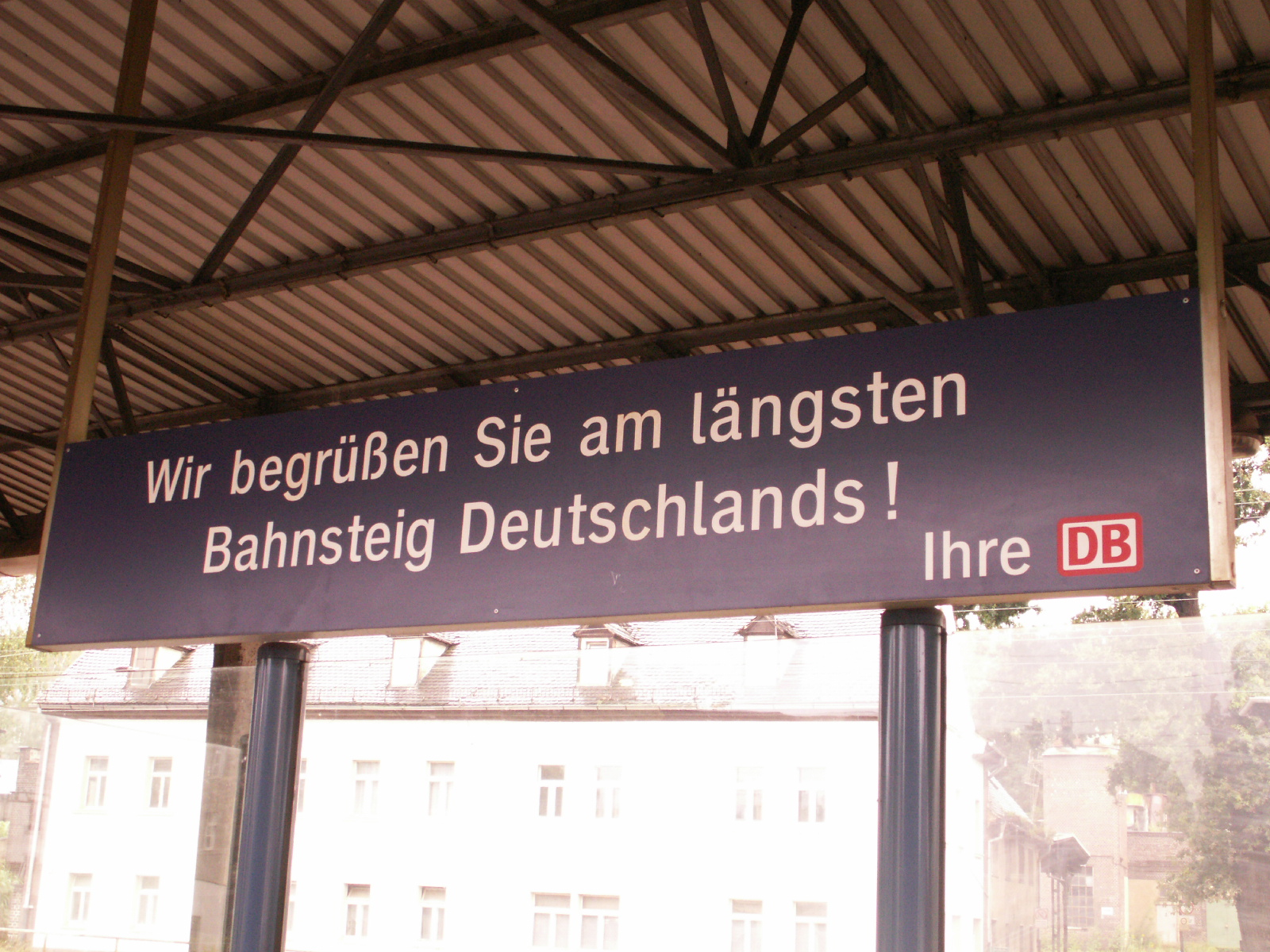
„Längster Bahnsteig Deutschlands“ im Bahnhof Gößnitz (2007)

Der Bahnhof Gößnitz ist Verknüpfungspunkt mit den Strecken Schönbörnchen–Gößnitz und Leipzig–Hof. Er besteht als Teil der Bahnstrecke Leipzig–Hof seit 1844. Das neobarocke Empfangsgebäude wurde 2010 abgerissen. Betriebliche Besonderheit war der 603,50 Meter lange Inselbahnsteig, an dem bis zu vier Züge gleichzeitig halten können. Nach Angaben der Deutschen Bahn AG handelte es sich um den längsten Bahnsteig Deutschlands.
Abzw Saara ⊙
Die Abzw Saara befindet sich im Tal der Pleiße südlich der namensgebenden Ortschaft Saara. Sie ist der südliche Endpunkt des Verbindungsbogens vom Bahnhof Lehndorf (Kr Altenburg) an der Bahnstrecke Leipzig–Hof in Richtung Gera. An der Abzweigstelle fahren Züge aus Richtung Gera über den nördlichen Verbindungsbogen nach Altenburg und Leipzig bzw. über den südlichen Verbindungsbogen nach Gößnitz und weiter nach Zwickau oder Chemnitz. Das 1956 eröffnete Stellwerk wurde im Jahr 2007 aufgelassen.
Großstöbnitz ⊙

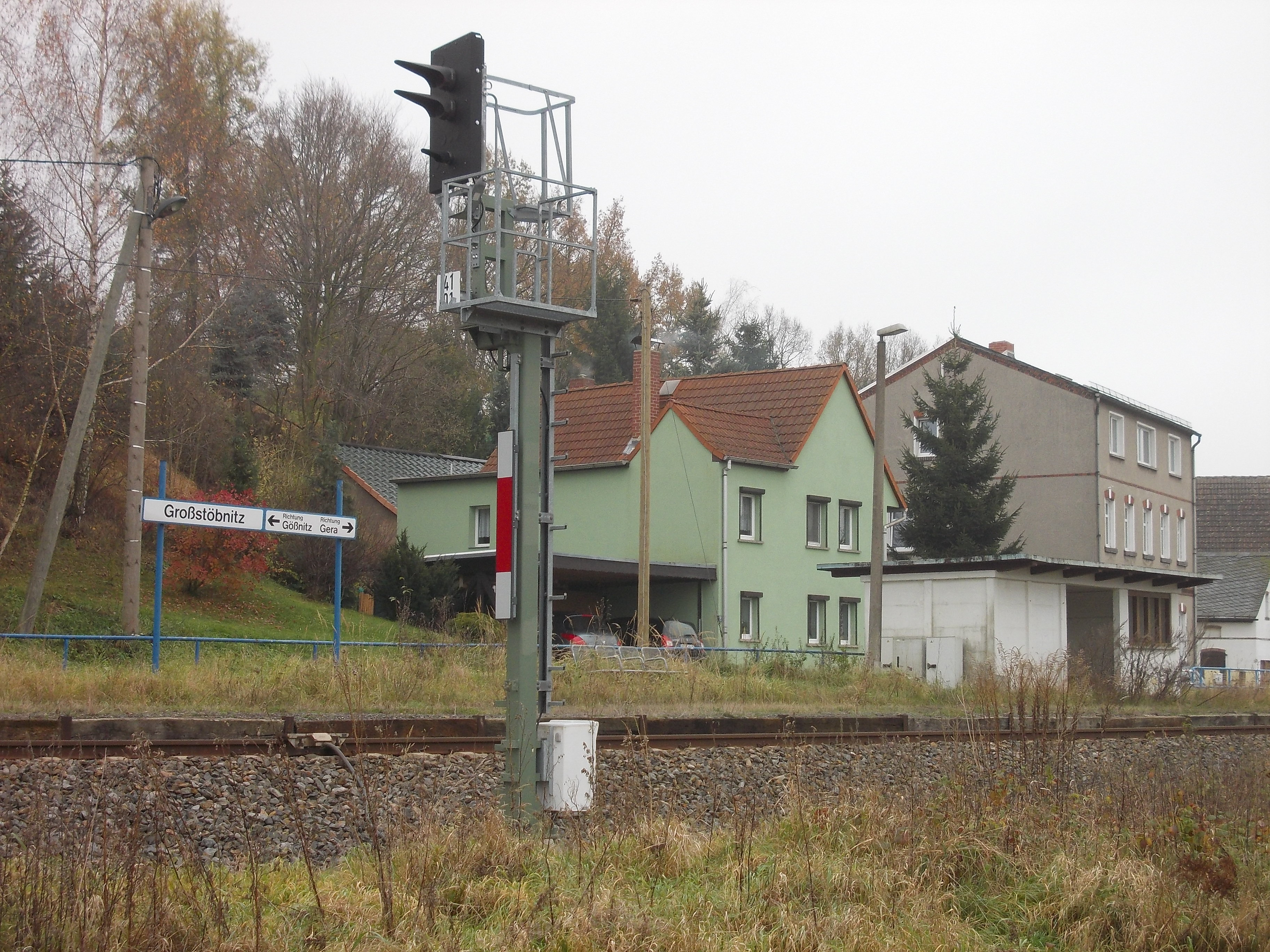
Haltepunkt Großstöbnitz

Der Haltepunkt Großstöbnitz wurde am 1. Dezember 1887 in Betrieb genommen. Er verfügte über eine massive Wartehalle. Mit der Einstellung des Regionalbahnverkehrs auf der Strecke Gera–Altenburg zum Fahrplanwechsel im Dezember 2008 entfiel der Halt in Großstöbnitz. Am 12. Dezember 2010 wurde die Station stillgelegt.
Schmölln (Thür) ⊙

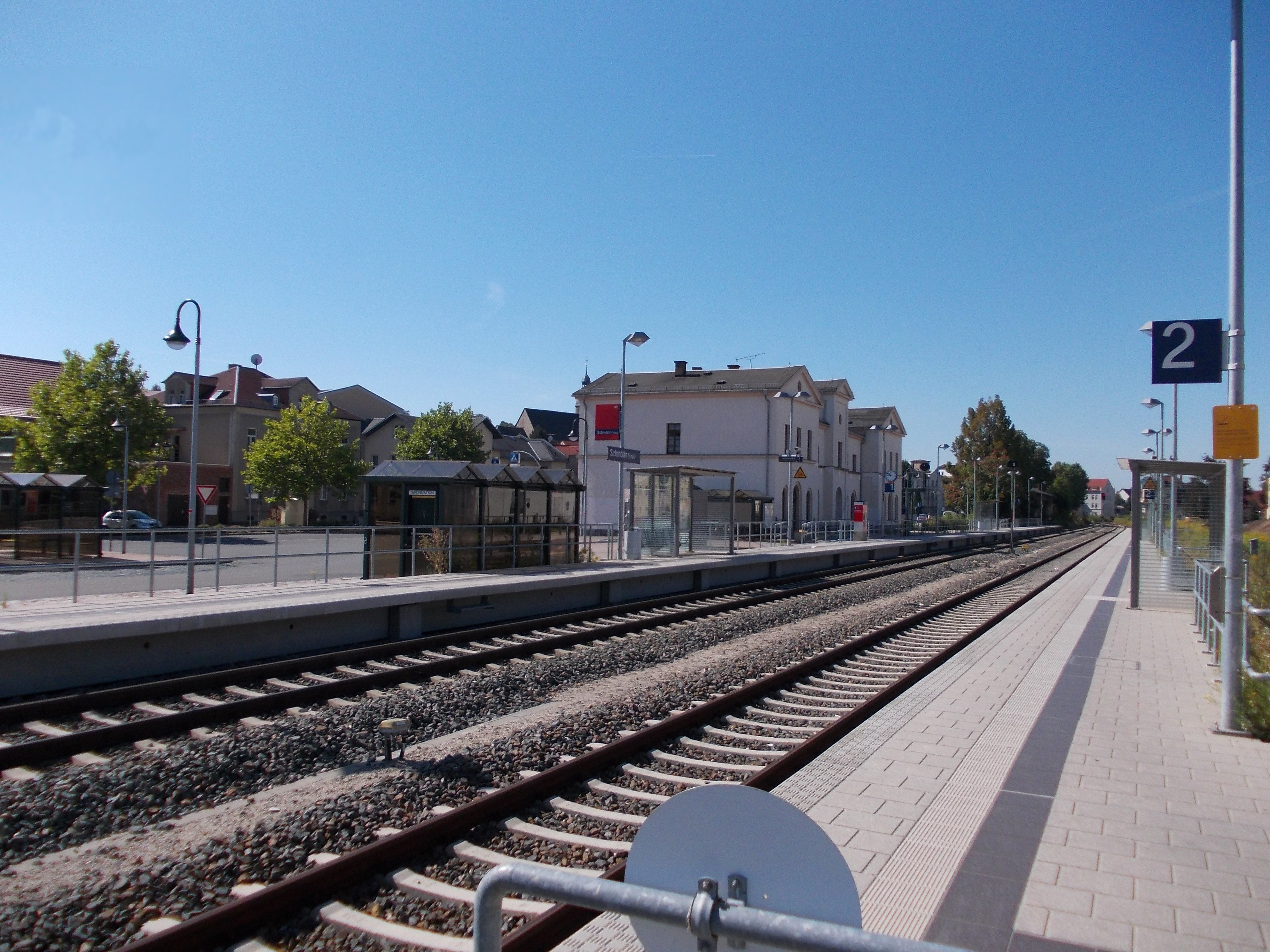
Bahnhof Schmölln (Thür)

Der Bahnhof Schmölln (Thür) wurde am 28. Dezember 1865 in Betrieb genommen. Er trug folgende Namen:
- bis 1922: Schmölln/Schmölln i. S.-A. /Schmölln (Sachs.-Alt.)
- bis 1953: Schmölln (Thür)
- bis 1954: Schmölln (Sachs)
- bis 1990: Schmölln (Bz Leipzig)
- seit 1990: Schmölln (Thür)

Der Bahnhof verfügte über ein stattliches Empfangsgebäude, Güterschuppen, eine Bahnmeisterei und zwei Stellwerke. Die Bahnmeisterei wurde 1933 aufgelöst. Die beiden Stellwerke wurden 2007 aufgelöst und anschließend abgerissen. An ihre Stelle trat ab 2002 ein elektronisches Stellwerk. In der Gegenwart verfügt der Bahnhof über zwei Durchgangsgleise. Das Empfangsgebäude präsentiert sich im sanierten Zustand.
Nöbdenitz ⊙

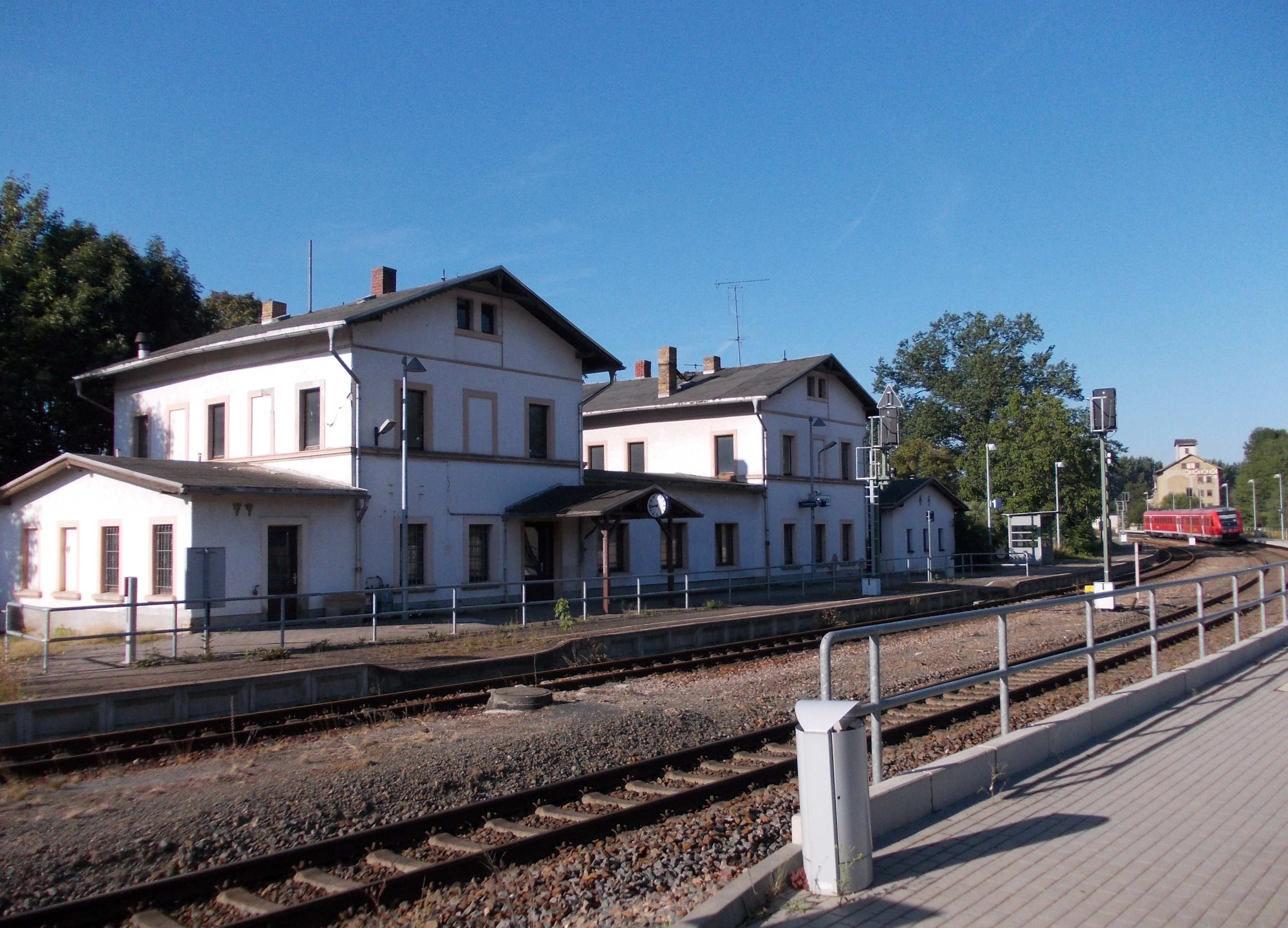
Bahnhof Nöbdenitz

Der Bahnhof Nöbdenitz wurde am 28. Dezember 1865 als Haltestelle eröffnet und 1905 zum Bahnhof geweiht. Neben dem Empfangsgebäude besaß die Station Wirtschaftsgebäude zwei Durchgangsgleise und ein großes Gebäude der BHG, welche alle heute noch vorhanden sind. Das Stellwerk wurde 2007 aufgelassen.
Abzw Raitzhain ⊙
In der Abzw Raitzhain wurde ab 1887 die von Norden kommende Bahnstrecke Meuselwitz–Ronneburg in die seit 1865 bestehende Bahnstrecke Gößnitz–Ronneburg eingebunden. Aufgrund eines Braunkohletagebaus zwischen Großröda und Meuselwitz wurde die von Meuselwitz kommende Bahnstrecke im Jahr 1965 unterbrochen und 1972 zwischen Meuselwitz und Großenstein stillgelegt.
Durch den Uran-Abbau der SDAG Wismut im Raum Ronneburg setzte in den 1970er Jahren ein Schichtverkehr zwischen dem Werkbahnhof der SDAG Wismut in Beerwalde am verbliebenen Reststück der Bahnstrecke Meuselwitz–Ronneburg von und nach Gera ein. Ebenfalls Rahmen des Uran-Bergbaus im Raum Ronneburg wurde bereits am 24. April 1968 der Abschnitt Schmirchau–Raitzhain–Paitzdorf der südlich der Bahnstrecke Gößnitz–Gera verlaufenden Bahnstrecke Seelingstädt–Paitzdorf eröffnet und an der Abzw Raitzhain mit den Bahnstrecken Gößnitz–Gera und dem Reststück der Bahnstrecke Meuselwitz–Ronneburg (Abschnitt Beerwalde–Ronneburg) verbunden. Auf diesem verkehrten zunächst nur Güterzüge.
Im Jahr 1972 wurde die Personenverkehrsanlage und das neue Stellwerk in Raitzhain eröffnet. Der Personenbahnhof Raitzhain wurde dadurch zum Umstiegsbahnhof der Schichtarbeiter der Wismut-Werkbahn zwischen den Zügen der Relationen Beerwalde–Gera und Altenburg–Schmirchau. Mit Fertigstellung eines zweiten Personenbahnsteigs in Schmirchau 1973 konnten auch direkte Schichtarbeiterzüge von und nach Gera fahren, wobei diese Züge durch den Richtungswechsel in Raitzhain als Sandwichzug mit zwei Lokomotiven gefahren wurden.
Der Bahnhof Raitzhain war ein reiner Betriebsbahnhof der Wismut-Werkbahn und wurde im Zuge der Liquidierung der Wismut AG nach 1990 zurückgebaut. Zum 1. März 2014 wurde der Bahnbetrieb der Wismut GmbH, der Ende 2014 eingestellt werden sollte, einschließlich Personal und Fahrzeuge an die Starkenberger Baustoffwerke GmbH (SBW) verkauft, die die Anschlussbahn weiterbetreibt. Ausgehend vom Sandtagebau in Kayna werden Sandzüge über die Abzw Raitzhain nach Schmirchau und Seelingstädt sowie zunehmend zu anderen Großbaustellen in Deutschland gefahren.
Ronneburg (Thür) ⊙

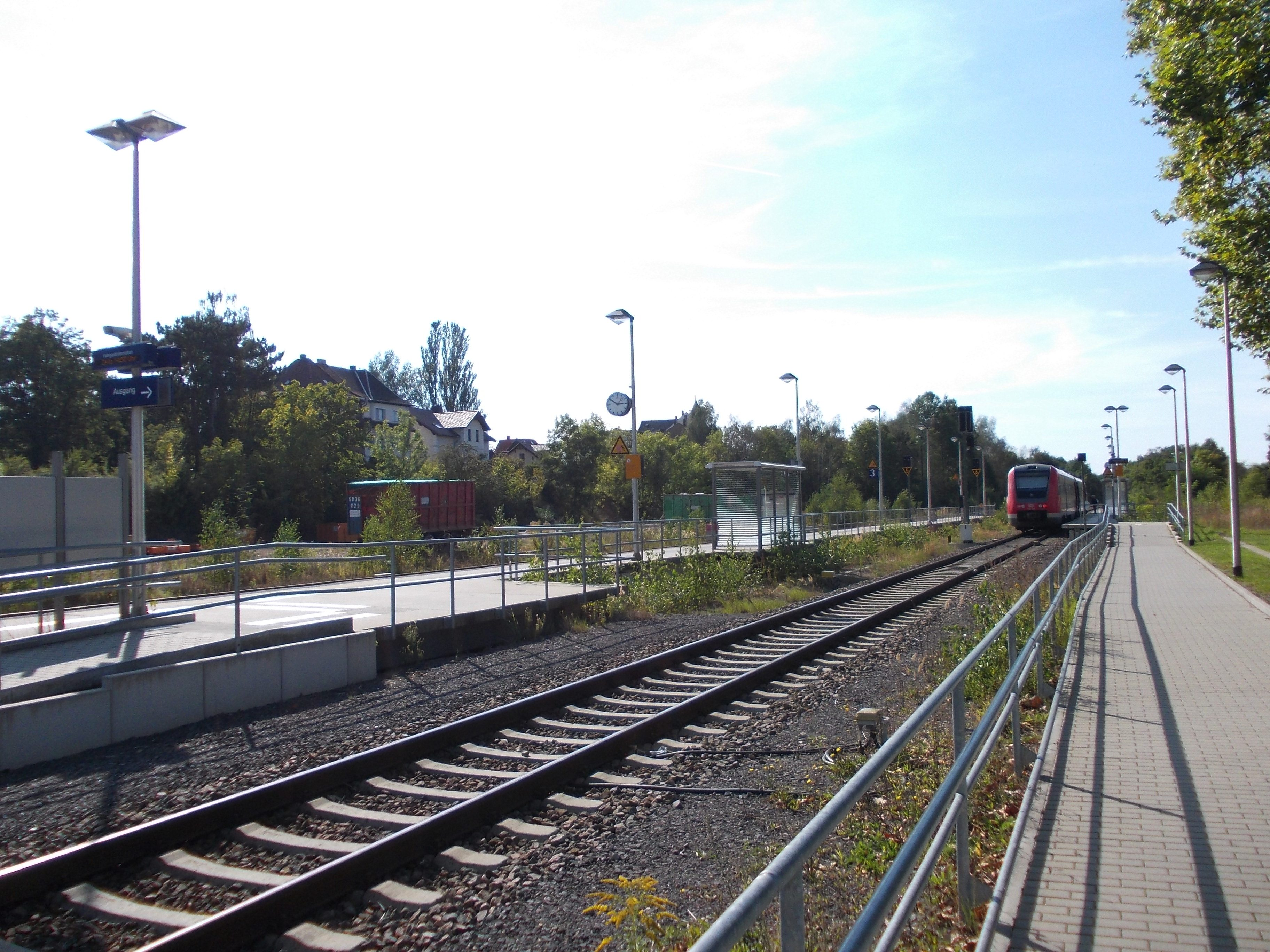
Bahnhof Ronneburg (Thür) nach Abriss des Empfangsgebäudes

Der Bahnhof Ronneburg (Thür) wurde am 28. Dezember 1865 unter dem Namen Ronneburg an der Bahnstrecke Gößnitz–Gera eröffnet. Ab 1887 war die Station zusätzlich der Endpunkt der Bahnstrecke von Meuselwitz, die nach 1972 für den öffentlichen Schienenverkehr stillgelegt wurde und danach auf einem Teilabschnitt bis 1990 dem Schichtverkehr Wismut-Werkbahn im Ronneburger Uranbergbaugebiet diente. Nach 1990 wurde diese Strecke von der Wismut GmbH und seit 2014 von der Starkenberger Baustoffwerke GmbH (SBW) betrieben.
Die Station trug bisher folgende Namen:
- bis 1914: Ronneburg
- bis 1922: Ronneburg (S.-Altenbg.)
- seit 1922: Ronneburg (Thür)

Die Station verfügte u. a. über ein Empfangsgebäude, eine Lokschuppen und mehrere Güterschuppen. 1887 und 1897 wurden die Stellwerke in Betrieb genommen. 1895 erfolgte der Abriss der Wasserstation und 1935 wurde der Lokbahnhof aufgelöst. Im Jahr 2007 wurden das Empfangs- und das Wirtschaftsgebäude abgerissen. Der Lokschuppen ist noch vorhanden. Die Station verfügt momentan über drei Gleise.
Gera-Gessental ⊙
Die Geschichte des Haltepunkts Gera-Gessental begann am 15. Mai 1927 mit der Errichtung Blockstelle Kaimberg bei Kilometer 28,54 der Bahnstrecke Gößnitz–Gera. Der Haltepunkt Gessental am Kilometer 29,114 wurde am 16. Dezember 1934 eröffnet. Obwohl er näher am heutigen Geraer Ortsteil Collis liegt, befindet er sich auf Kaimberger Ortsgebiet. Daher hieß die Station seit 1954 Gera-Kaimberg. Bis 1968 führte die Bahnstrecke Gößnitz–Gera zwischen den Stationen Ronneburg und Gera-Kaimberg durch das Gessental. Danach wurde die Strecke nach Norden verlegt und teilweise mit Abraum aus dem Bergbau der SDAG Wismut verdeckt. Im Vorfeld der Bundesgartenschau 2007 in Gera und Ronneburg, in die auch das Gessental einbezogen wurde, erhielt der Haltepunkt Gera-Kaimberg am 10. Dezember 2006 den Namen Gera-Gessental. Seit dem Fahrplanwechsel zum 11. Dezember 2011 wird der Halt, der sich einen Kilometer nördlich von Kaimberg befand, jedoch nicht mehr bedient. Die Station verfügte über eine hölzerne Wartehalle.
Abzw Gera-Debschwitz ⊙
Die Abzw Gera-Debschwitz besteht seit der Eröffnung des Abschnitts Gera–Eichicht der Bahnstrecke Leipzig–Probstzella im Jahr 1871. An der Abzweigstelle im heutigen Geraer Stadtteil Debschwitz trennen sich aus Richtung Gera Hauptbahnhof im Norden die 1865 eröffnete Bahnstrecke von bzw. nach Gößnitz in Richtung Osten von der 1871 eröffneten Bahnstrecke Leipzig–Probstzella (Abschnitt südlich von Gera) in Richtung Süden. Zwischen 1892 und 2016 zweigte hinter der Abzw Gera-Debschwitz auch die Trasse der Bahnstrecke Gera Süd–Weischlitz ab, die im Geraer Stadtgebiet parallel zur Bahnstrecke Leipzig–Probstzella verlief und im Zuge der Streckensanierung nun bis Wolfsgefärth die Trasse der Bahnstrecke nach Probstzella mit benutzt.
Gera Süd ⊙

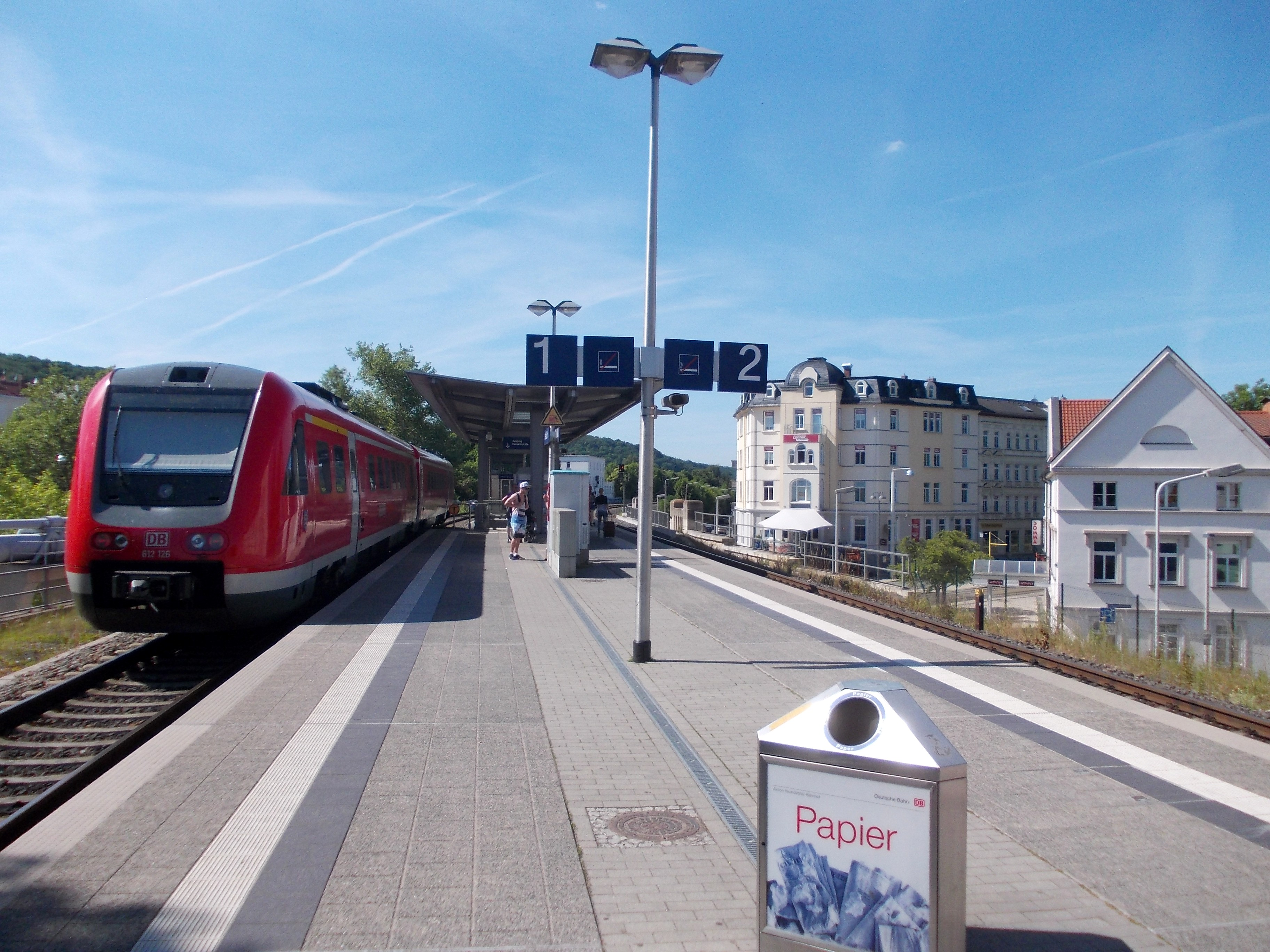
Haltepunkt Gera Süd

Der Bahnhof Gera Süd wurde am 1. Juni 1886 als Güterbahnhof Gera-Pforten an der Trennung der Bahnstrecken Leipzig–Probstzella und Gößnitz–Gera eröffnet. Am 1. Dezember 1892 eröffneten die Königlich Sächsischen Staatseisenbahnen eine eigene Trasse der Bahnstrecke Gera Süd–Weischlitz auf dem Abschnitt Gera Süd – Wünschendorf.
Die Station im Geraer Stadtteil Pforten, die 1893 zum Bahnhof gewidmet wurde, trug folgende Namen:
- bis 1896: Gera–Pforten (der Stationsname ging 1901 auf die neu eröffnete Station der schmalspurigen Bahnstrecke Gera-Pforten–Wuitz-Mumsdorf über)
- bis 1911: Gera (Reuß) S. St. E.
- bis 1920: Gera (Reuß) Sächs Stb
- bis 1923: Gera (Reuß) Süd
- seit 1923: Gera Süd

1922 wechselte der Bahnhof von der Eisenbahndirektion Dresden zur Eisenbahndirektion Erfurt. Ab 2005 wurden die Stellwerke allmählich aufgelassen und abgerissen. Heute hat die Station nur noch die Funktion eines Haltepunkts. Seit dem 24. Oktober 2016 fahren die Züge aus Richtung Weischlitz ab Wolfsgefärth über die Bahnstrecke Leipzig–Probstzella nach Gera.

## Verkehrsangebot

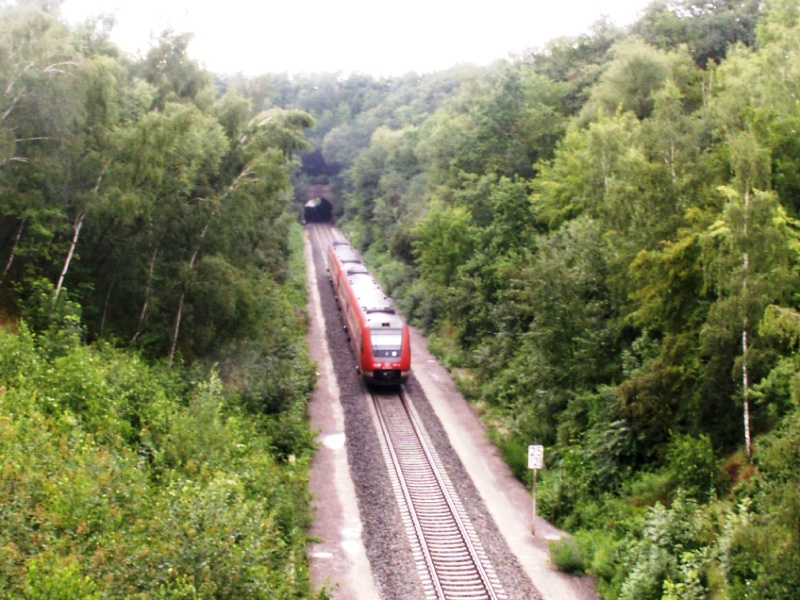
Regionalexpress bei Ronneburg

Der Regionalbahnverkehr wurde zum Fahrplanwechsel im Dezember 2008 eingestellt. Seitdem verkehrt anstelle der Regionalbahn Gera–Altenburg der Regionalexpress Erfurt–Gera–Altenburg. Seit dem Fahrplanwechsel 2011/2012 entfielen die Halte in Großstöbnitz und Gera-Gessental. Bis Mitte 2014 verkehrte der Regionalexpress 1 als Flügelzug, der in Gößnitz geteilt wurde. Ein Zugteil fuhr über Werdau nach Zwickau, der andere nach Glauchau(Chemnitz bis 2011). Heute fährt der RE 1 ohne Zugteilung nur noch nach Glauchau.
| Linie | Verlauf                                            | Takt                                                                                                  | Betreiber |
| ----- | -------------------------------------------------- | --- | --------- |
| RE 1  | Göttingen–Erfurt–Weimar–Jena–Gera–Gößnitz–Glauchau | Zweistundentakt im Wechsel mit RE3                                                                    | DB Regio  |
| RE 3  | Erfurt – Weimar – Jena – Gera – Altenburg/Greiz    | Zweistundentakt im Wechsel mit RE1 im Berufsverkehr zusätzliche Züge Erfurt – Weimar – Jena-Göschwitz | DB Regio  |